# Partenio (patrizio)
Partenio, chiamato anche Parthénius, Parténius o Parthène, (Arles, 485 – Treviri, 548) fu un funzionario gallo-romano d'origine arverna che servì sia gli Ostrogoti sia i Franchi.

## Biografia

### Un aristocratico gallo-romano
Partenio aveva origini aristocratiche e averne; egli era il nipote abiatico dell'imperatore Avito (o forse era nipote abiatica sua moglie) e, per alcuni, essi erano parenti del vescovo di Limoges Ruricio. Si discute di questa filiazione materna. Per Claude Lepelley come per Michel Aubrun, la madre sarebbe la nipote di Ruricio [sic] mentre per Michel Fixot, se discende attraverso sua madre dalla famiglia di Auvergne dei Ruricii, sarebbe solo il nipote del grande vescovo di Limoges. Per lo storico benedettino François Clément, sarebbe il nipote di Ennodio della gens degli Anicii, vescovo di Pavia; questo stesso autore indica, senza indicarne la fonte, che Partenio nacque ad Arles, pochi anni prima della fine del V secolo e che aveva ricevuto un'istruzione a Roma. Altri autori riferiscono che studiò anche a Ravenna.

### Un servitore degli Ostrogoti
Dal 507, raccomandato al vescovo di Arles Cesario, tornò nella città sul Rodano dove il vescovo guarì uno dei suoi schiavi. Si recò poco dopo, forse nel 508, a Ravenna come ambasciatore dell'assemblea provinciale e come rappresentante della città di Marsiglia. Arthur Malnory sostiene che non sarebbe tornato nella sua città natale fino al 520, all'epoca del prefetto Liberio, ma parla del suo secondo ritorno, e fornisce alcune informazioni bibliografiche su questo personaggio, in particolare che avrebbe ucciso sua moglie, Papianilla, una nipote del vescovo Ruricio.

### Un servitore dei Franchi
Nel 533 o più probabilmente nel 534, quando il prefetto della Gallia Liberio lasciò Arles, rimase tra i funzionari in carica e dopo il 536, sotto la dominazione franca, divenne patrizio o, secondo Édouard Baratier, prefetto dei Galli. Egli fu il rappresentante del re Teodeberto I. Per Michel Fixot, la nomina di Partenio come uno dei primi rectores Provinciae, sebbene questa funzione sia spesso associata al titolo di patrizio, resta comunque ipotetica. Chiamato vir illustrissimus, ricevette poi nel 544 il titolo di magister officiorum atque patricius per la Gallia. Il titolo venne affibbiato a Partenio in un contesto in cui Teodeberto si staccò del tutto dall'Impero romano "ribellandosi" a esso e ponendosi come suo pari attraverso una serie di gesti, come il conio di monete d'oro con la sua effigie (neanche l'Impero sassanide, come riferisce Procopio, era arrivato a tanto), oltre che usando titoli romani.
Gregorio di Tours, citato da Michel Fixot, fornisce alcune informazioni sulla sua morte intorno al 548, poco dopo quella di Teodeberto: egli sarebbe morto assassinato a Treviri dai Franchi a causa di una politica fiscale troppo pesante. Tuttavia per François Clément questo Partenio lapidato dai Franchi non sarebbe il Partenio magister officiorum del 544.